# بنجامين بي. هامبتون
بنجامين بي. هامبتون (بالإنجليزية: Benjamin B. Hampton)‏ هو كاتب سيناريو ومنتج أفلام ومخرج أمريكي، ولد في 9 مارس 1875 في ماكوم في الولايات المتحدة، وتوفي في 31 يناير 1932 في نيويورك في الولايات المتحدة.

## وصلات خارجية
- بنجامين بي. هامبتون على موقع IMDb (الإنجليزية)